# Silver Towers
Pour les articles homonymes, voir Silver Tower.
Les Silver Towers sont deux tours jumelles résidentielles situées à Manhattan à New York aux États-Unis. Elles ont été terminées en 2009.